# Kalnitsa
Kalnitsa (bulgariska: Калница) är ett vattendrag i Bulgarien.   Det ligger i regionen Jambol, i den sydöstra delen av landet, 270 km öster om huvudstaden Sofia.
Omgivningarna runt Kalnitsa är en mosaik av jordbruksmark och naturlig växtlighet. Runt Kalnitsa är det ganska glesbefolkat, med 26 invånare per kvadratkilometer.